# Piotr Klimczak
Piotr Klimczak (Polonia, 18 de enero de 1980) es un atleta polaco especializado en la prueba de 4x400 m, en la que consiguió ser subcampeón mundial en pista cubierta en 2006.

## Carrera deportiva
En el Campeonato Mundial de Atletismo en Pista Cubierta de 2006 ganó la medalla de plata en los relevos de 4x400 metros, llegando a meta en un tiempo de 3:04.67 segundos, llegando a meta tras Estados Unidos (oro) y por delante de Rusia (bronce).